# Sarzedo (kommun)
Sarzedo är en kommun i Brasilien.   Den ligger i delstaten Minas Gerais, i den sydöstra delen av landet, 600 km sydost om huvudstaden Brasília. Antalet invånare är 25 798.
Följande samhällen finns i Sarzedo:
- Sarzedo

Runt Sarzedo är det i huvudsak tätbebyggt. Runt Sarzedo är det mycket tätbefolkat, med 1 135 invånare per kvadratkilometer.